# Фишер, Манфред (футболист)
Манфред Фи́шер (нем. Manfred Fischer; род. 6 августа 1995, Австрия) — австрийский футболист, полузащитник клуба «Аустрия» (Вена).

## Клубная карьера
Начал карьеру в академии клуба «Унион Биркфельд» из одноимённого города. В 2006 году стад игроком молодежной команды «Вайц». Три года спустя перешёл в академию клуба ГАК, где его отмечали как перспективного игрока. Выступал за резервную команду клуба, но после финансовых проблем и перехода на внешнее управление покинул команду. В 2013 году перешёл в «Леобен», где тренером был работавший с ним Грегор Пётчер. В матче против «Глайсдорф 09» он дебютировал в третьем австрийском дивизионе. Спустя два сезона стал игроком клуба «Кальсдорф».
В 2015 году перешёл в клуб «Винер-Нойштадт», выступавшим во втором австрийском дивизионе. В сезоне 2017/18 состоялся его трансфер в «Хартберг», клуб заработал повышение во второй дивизион, что было лучшим достижением в истории клуба. В 2018 году Фишер подписал контракт с клубом «Райндорф Альтах» до лета 2020 года. В матче против «Маттерсбурга» он дебютировал в австрийской Бундеслиге.
1 июля 2021 года стал игроком «Аустрии». 25 июля в матче против клуба «Рид» он дебютировал за новый клуб. 26 сентября забил первый гол за команду. В мае 2023 года продлил контракт с клубом до 2027 года.